# Alfa-Bank
ALFA-BANK JSC (Alfa-Bank), er Ruslands største privatejede bank. Den blev etableret i 1990 af russiske Mikhail Fridman, som fortsat er ejer igennem Alfa Group Consortium. De har hovedkvarter i Moskva og driver forretning i 7 lande. De har 22 mio. virksomhedskunder og over 1 mio. privatkunder.